# Doktor Hekimoğlu
A Doktor Hekimoğlu (eredeti cím: Hekimoğlu) egy 2019 és 2021 között vetített török orvosi drámasorozat, melynek főszereplőjét Timuçin Esen alakítja, illetve szintén a főbb szereplők között van a Megtört szívek című sorozatból ismert Ebru Özkan.
Törökországban a sorozatot 2019. december 17-től 2021. május 25-ig sugározta a Kanal D, Magyarországon 2022. szeptember 14-től 2023. május 5-ig sugározta a Super TV2.
A sorozat a Doktor House című amerikai sorozaton alapszik.

## Cselekmény
Lásd: Dr. House amerikai drámasorozat (2004-2012)

## Szereplők
| Szereplő          | Színész        | Magyar hang     |
| ----------------- | -------------- | --------------- |
| Ateş Hekimoğlu    | Timuçin Esen   | Kárpáti Levente |
| Orhan Yavuz       | Okan Yalabık   | Hajdu Steve     |
| İpek Tekin        | Ebru Özkan     | Horváth Lili    |
| Mehmet Ali Çağlar | Kaan Yıldırım  | Hám Bertalan    |
| Emre Acar         | Aytaç Şaşmaz   | Fáncsik Roland  |
| Zeynep Can        | Damla Colbay   | Csifó Dorina    |
| Alya              | Esra Eron      |                 |
| Muzo              | Muhammed Dede  | Renácz Zoltán   |
| Aysel             | Dilan Serinyel | Ince Sára       |

## Évados áttekintés
| Évad | Évad | Török epizódok száma | Magyar epizódok száma | Eredeti sugárzás    | Eredeti sugárzás | Eredeti sugárzás   | Magyar sugárzás      | Magyar sugárzás    | Magyar sugárzás |
| Évad | Évad | Török epizódok száma | Magyar epizódok száma | Évadpremier         | Évadfinálé       | Eredeti adó        | Évadpremier          | Évadfinálé         | Magyar adó      |
| ---- | ---- | -------------------- | --------------------- | ------------------- | ---------------- | ------------------ | -------------------- | ------------------ | --------------- |
|      | 1.   | 14                   | 45                    | 2019. december 17.  | 2020. április 7. |                    | 2022. szeptember 14. | 2022. november 17. |                 |
|      | 2.   | 37                   | 112                   | 2020. szeptember 1. | 2021. május 25.  | 2022. november 18. | 2023. május 5.       |                    |                 |